# Baños Volcán
Los baños Volcán son manantiales termales ubicados en la Región de Coquimbo utilizados para fines medicinales y turísticos.

## Ubicación
Los baños se encuentran cerca de la frontera internacional de la Región.

## Historia
Luis Risopatrón lo describe en su Diccionario Jeográfico de Chile de 1924:: 939 
Volcan (Aguas termales del). 30° 00'? 70° 00'? Son saladas, cloro-sulfatadas, picantes i revientan en los oríjenes del rio Turbio, a unos 18 kilómetros al S de los baños de El Toro. 61, xxxix, p. 261; 63, p. 158; i 85, p. 81; i termas Baños del Volcan en 68, p. 37.